# アンデルソン・ルイス・デ・ソウザ
デコ（Deco）ことアンデルソン・ルイス・デ・ソウザ（Anderson Luis de Souza, 1977年8月27日 - ）は、ブラジル・サンパウロ州サン・ベルナルド・ド・カンポ出身の元ポルトガル代表の元サッカー選手。ポジションはミッドフィールダー。
引退後はD20 Sportsという会社を設立して代理人業を行っており、クライアントにはジェジエウ、ジョアン・シミッチらがいる。

## クラブ経歴

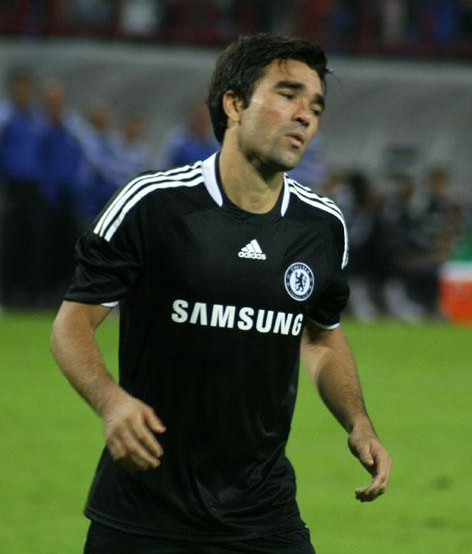
チェルシーFCでプレーしているデコ（2008年）

ブラジルでは目立った存在ではなく、19歳の時にポルトガルへ渡ってから才能が開花した。
1997年、ポルトガルの強豪、SLベンフィカに入団するが即座に2部リーグのアルベルカにレンタルされる。ここで32試合に出場し13得点をあげる活躍をみせ、このままベンフィカに復帰するのではと思われたが、翌1998年は1部のサルゲイロスへ移籍。ここでも活躍をみせるとこのシーズン途中にFCポルトに引き抜かれ、完全移籍する。
ポルトでも質の高いプレーを見せていたが、チームはデコの移籍初年度の1998-99シーズンを最後にリーグ優勝を果たせずにいた。しかし迎えた2002-03シーズン、監督にジョゼ・モウリーニョが就任すると、リカルド・カルヴァーリョ、パウロ・フェレイラ、マニシェらのポルトガル代表選手と共にデコは以前にも増してその本領を発揮、見事にリーグ優勝を決め、欧州の舞台でもUEFAカップも制す快進撃を支えた。翌2003-04シーズンにはUEFAチャンピオンズリーグでは決勝のASモナコ戦でリードを広げるゴールを決め、優勝に貢献、UEFAチャンピオンズリーグMVPを受賞した。
2004年夏の移籍市場では、リカルド・クアレスマとのトレードでFCバルセロナに移籍。ロナウジーニョらスター選手に囲まれながらも、バルセロナの"心臓"と呼ばれ活躍し、2004-05シーズンは38試合中35試合に出場し、リーグ優勝に貢献、9月14日、チャンピオンズリーグのグループステージ、セルティックFC戦で移籍後初ゴールを決め、10月16日、第7節のエスパニョール戦でラリーガ初ゴールを決めた。2005-06シーズンはリーグ連覇に加え、自身2度目となるUEFAチャンピオンズリーグ優勝を達成。FIFAクラブワールドカップ2006では、決勝でSCインテルナシオナルに敗れるも同大会のMVPに選ばれる活躍を果たした。しかし、その後は自身の負傷やアンドレス・イニエスタの台頭もあって出場機会が減少していった。
2007-08シーズン終了後、FCバルセロナの新監督に就任したジョゼップ・グアルディオラから構想外を宣言され、ポルトガル代表での恩師であるルイス・フェリペ・スコラーリが監督に就任したチェルシーFCへ移籍金800万ポンドで移籍。2008-09シーズンのリーグ開幕戦であるポーツマスFC戦でデビューし、その試合でアシストを決めただけでなく、ミドルシュートを決めてプレミアリーグ初得点も挙げた。しかしその後、スコラーリが解任されてフース・ヒディンクが監督に就任すると出場機会を失っていき、2009年夏の移籍市場ではインテルなどへの移籍が注目されるも残留。しかし、2009-10シーズンは新監督に就任したカルロ・アンチェロッティにより、トップ下のポジションを得てプレーした。
チェルシー退団後はブラジルのフルミネンセFCでプレー。2013年8月に現役引退を発表した。
2023年8月16日、FCバルセロナのスポーツディレクターに就任した。

## 代表経歴

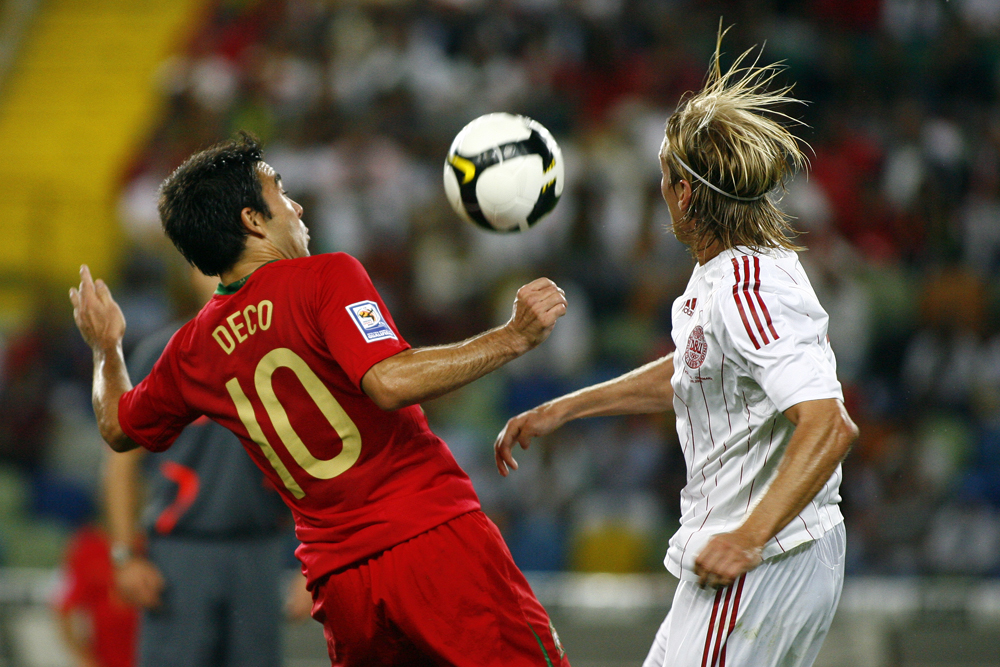
ワールドカップ予選（対デンマーク戦）

圧倒的なテクニックと、創造力豊かなプレーを披露するデコに目をつけていたルイス・フェリペ・スコラーリは、ポルトガル代表監督になると同時に、デコにポルトガル国籍取得を要請し、デコはポルトガルに帰化する。そしてポルトガル代表に選出されたが、当初は中心選手のルイス・フィーゴやマニュエル・ルイ・コスタから猛反発を受けてしまう。そのような状況下で2003年3月29日、ついに代表デビュー。相手は奇しくも生まれ故郷のブラジル。この試合はポルトのエスタジオ・ダス・アンタスで行われ、デコは後半15分に途中出場して決勝点を挙げ、ポルトガルが2-1で勝利を収めた。彼の活躍が対ブラジル戦37年振りの勝利につながり、一日でチームメイトや国民の信頼を確立した。その後はEURO2004にも出場。開幕戦のギリシャ戦で後半から出場した後は全試合に先発出場し、ポルトガル準優勝に貢献した。
2006 FIFAワールドカップでは、怪我のため初戦のアンゴラ戦を欠場したものの、2戦目のイラン戦で先発出場すると決勝点となるミドルシュートを豪快に決め、ポルトガルの40年ぶりの決勝トーナメント進出に貢献したが、オランダ戦では退場処分を受けている。大会を通じて「らしさ」は魅せたものの、やや精彩を欠いた。
2010 FIFAワールドカップでは、初戦のコートジボワール戦に出場。しかし、コートジボワール戦で股関節を負傷。スペイン戦前に回復したが、出場は1試合のみとなった。同大会限りで代表引退を発表した。

## 代表歴

### 出場大会
- ポルトガル代表
  - 2006 FIFAワールドカップ
  - 2010 FIFAワールドカップ

### 試合数
- 国際Aマッチ 75試合 5得点（2003年-2010年）[6]

| ポルトガル代表 | 国際Aマッチ | 国際Aマッチ |
| 年             | 出場        | 得点        |
| -------------- | ----------- | ----------- |
| 2003           | 9           | 1           |
| 2004           | 15          | 1           |
| 2005           | 8           | 0           |
| 2006           | 11          | 1           |
| 2007           | 8           | 0           |
| 2008           | 9           | 2           |
| 2009           | 11          | 0           |
| 2010           | 4           | 0           |
| 通算           | 75          | 5           |

## タイトル

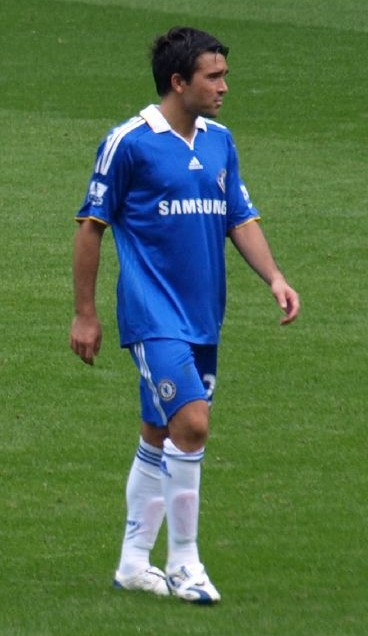
チェルシーでのデコ

### 個人
- FIFAクラブワールドカップ MVP : 2006

### クラブ
FCポルト
- プリメイラ・リーガ : 1998-99, 2002-03, 2003-04
- タッサ・デ・ポルトガル : 1999-2000, 2000-01, 2002-03
- ポルトガル・スーパーカップ : 1999, 2001, 2003
- UEFAカップ : 2002-03
- UEFAチャンピオンズリーグ : 2003-04

FCバルセロナ
- プリメーラ・ディビシオン : 2004-05, 2005-06
- スペイン・スーパーカップ : 2005, 2006
- UEFAチャンピオンズリーグ : 2005-06

チェルシーFC
- プレミアリーグ : 2009-10
- FAカップ : 2008-09, 2009-10
- FAコミュニティ・シールド : 2009

フルミネンセFC
- セリエA : 2010, 2012
- カンピオナート・カリオカ : 2012
- タッサ・グアナバラ : 2012